# Layrac
Layrac ist eine Gemeinde mit 3.913 Einwohnern (Stand: 1. Januar 2022) im Département Lot-et-Garonne in der Region Nouvelle-Aquitaine in Frankreich. Sie gehört zum Arrondissement Agen und zum Kanton Le Sud-Est Agenais. Die Einwohner werden Layracais(es) genannt.

## Geographie
Layrac liegt am Unterlauf des Gers, der hier in die Garonne mündet. Im Osten verläuft der Estressol, der ebenfalls der Garonne zustrebt. Umgeben wird Layrac von den Nachbargemeinden Boé im Norden und Nordwesten, Sauveterre-Saint-Denis im Nordosten, Caudecoste im Osten, Fals im Südosten, Astaffort im Süden, Marmont-Pachas im Südwesten sowie Moirax im Westen.
Durch die Gemeinde führen die Autoroute A62 und die Route nationale 21.

## Geschichte
Archäologische Funde zeigen eine Besiedlung in der Bronze- und Eisenzeit auf. Mehrere Landgüter bestanden während der gallorömischen Epoche. Nachweislich eine Gründung der Visigoten war die Ortschaft Goulens in der heutigen Gemeinde. 1071 wurde von Hunald, dem Vicomte der Brulhois, ein Kloster begründet. Damit blühte der Ort langsam auf.

### Bevölkerungsentwicklung
| Jahr      | 1962 | 1968 | 1975 | 1982 | 1990 | 1999 | 2006 | 2011 | 2018 |
| --------- | ---- | ---- | ---- | ---- | ---- | ---- | ---- | ---- | ---- |
| Einwohner | 2701 | 2635 | 2520 | 2800 | 2983 | 3149 | 3414 | 3542 | 3635 |

## Sehenswürdigkeiten
- Kirche Saint-Martin, im 10. und 11. Jahrhundert erbaut, Besonderheit ist das romanische Mosaik mit der Darstellung des Samsons aus dem Alten Testament, Monument historique
- Kirche Saint-Pierre in Goulens
- Glockenturm aus dem 13./14. Jahrhundert, Teil der früheren Kirche Sainte-Marie

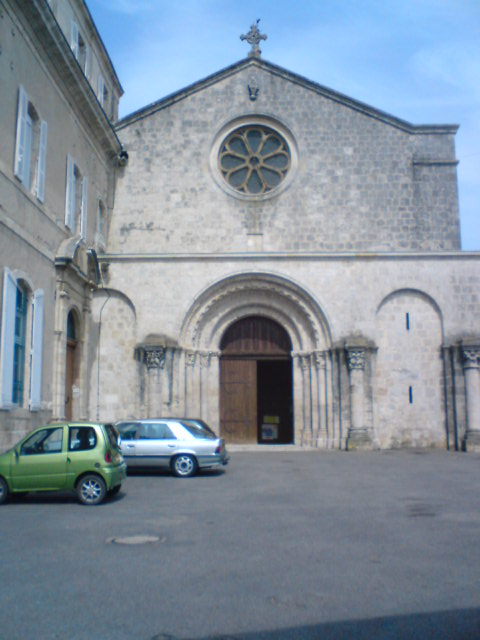
Kirche Saint-Martin

- Waschhaus
- Place Royale